# Щитник Боррера
Щитник Боррера (Dryopteris borreri) — вид рослин із родини щитникових (Dryopteridaceae), зростає у Європі й Середземномор'ї.

## Опис
Схожий на D. filix-mas, але відрізняється стійкими зимовими листками, ніжкою й хребтом (зеленувато-чорного забарвлення) листка зі щільною червонуватою або коричневою лускою.

## Поширення
Зростає у Європі й Середземномор'ї.
В Україні вид зростає більш-менш звичайно в Карпатах та Розточчі-Опіллі, рідше – на Західному і Малому Поліссі.